# News From Indian Country
News From Indian Country (NFIC, Wieści z Kraju Indian) – indiański dwutygodnik wydawany od 1986 roku w Stanach Zjednoczonych. 
W dziale krajowym, kulturalnym i w sekcjach regionalnych publikuje - w postaci drukowanej i elektronicznej – bieżące informacje i artykuły dotyczące tubylczych ludów z USA i Kanady. Redakcja utrzymuje, że pismo prenumerowane jest w całej Ameryce Północnej i 17 innych krajach.
Pismo wydawane jest przez spółkę Indian Country Communications, Inc. z indiańskiego rezerwatu Lac Courte Oreilles Ojibwe w Wisconsin. Jej udziałowcami w 2007 r. było siedem osób prywatnych – tubylczych Amerykanów, w tym założyciel i redaktor naczelny czasopisma, Paul DeMain (Indianin Ojibwe/Oneida), były rzecznik prasowy plemienia.
NFIC stało się znane w kraju w okresie głośnych w USA sporów sądowych o prawa do połowu ryb i inne prawa traktatowe Indian w stanach Wisconsin i Minnesota, a głównym źródłem przychodów z reklam były wówczas powstające w latach 80. i 90. XX w. w niektórych rezerwatach indiańskie kasyna. Wykorzystanie nowoczesnych technologii związanych z DTP i zarządzaniem informacjami umożliwiło gazecie rozwój i ekspansję na rynku mediów.
W ostatnich latach pismo zyskało popularność m.in. dzięki publikowaniu kontrowersyjnych materiałów na temat morderstw popełnianych w rezerwatach w latach 70., w tym o prawdopodobnych okolicznościach śmierci działaczki Ruchu Indian Amerykańskich (AIM) Anny Mae Pictou Aquash i tzw. „incydencie w Oglala”, podczas którego 26 czerwca 1975 r. zginęło dwóch agentów FBI i jeden członek AIM (za zamordowanie agentów skazano później innego działacza AIM Leonarda Peltiera, a redakcja NFIC, która początkowo broniła go, zajęła następnie bardziej neutralne stanowisko). Za odwagę w publikowaniu materiałów śledczych w tych i podobnych sprawach w 2002 r. DeMain otrzymał przyznawaną przez Native American Journalists Association (NAJA) nagrodę – Wassaja Award.
NFIC jest najstarszym i największym ogólnokrajowym indiańskim czasopismem w USA niebędącym własnością władz plemiennych (lecz prywatnym). Na jego łamach pisywali regularnie znani w środowisku tubylczy dziennikarze, działacze i intelektualiści z USA i Kanady (Jack Forbes, Doug George-Kanentiio, Jim Northrup, Arigon Starr, Richard Wagamese).